# Herbert de Souza
Pour les articles homonymes, voir de Souza.
Herbert José de Souza, né le 3 novembre 1935 à Bocaiúva (Brésil) et mort le 9 août 1997 à Rio de Janeiro (Brésil), plus connu sous le surnom de Betinho, était un sociologue et militant politique brésilien. Il a lutté activement contre la dictature militaire brésilienne, pour la réforme agraire, pour les droits des personnes atteintes du virus du Sida, et contre la faim et la misère.

## Enfance et jeunesse
Betinho est né dans l'État de Minas Gerais. D'une santé fragile, il était atteint d'hémophilie depuis la naissance et a souffert de la tuberculose entre 15 et 18 ans. Élevé entre la prison et l'entreprise de pompes funèbres où son père travaillait, il a également été très influencé par le milieu catholique dominicain. C'est dans le cadre religieux que son engagement a commencé, avec les jeunesses catholiques.
Il termine sa formation universitaire en sociologie en 1962.

## Militantisme
En 1962, à l'âge de 27 ans, il fonde l'Ação Popular (Action populaire), qu'il coordonne pendant deux ans.
Mobilisé contre la dictature militaire dès 1964, il part en exil au Chili en 1971, où il travaille pour Salvador Allende durant deux ans. Il a ensuite vécu au Canada et au Mexique.
En 1981, avec les économistes Carlos Afonso et Marcos Arruda, il fonde l'IBASE (institut brésilien d'analyses sociales et économiques). Il devient alors un des principaux articulateurs de la lutte pour la réforme agraire. Il est connu pour avoir réussi à réunir des milliers de personnes dans les rues de Rio de Janeiro en 1990 pour manifester pour cette cause.
L'action pour laquelle il demeure le plus célèbre auprès du grand public est sans doute le mouvement Ação da Cidadania contra a Fome, a Miséria e pela Vida (Action citoyenne contre la faim, la misère et pour la vie).

## Maladie et décès
En 1986, Betinho a contracté le virus du Sida, probablement après une des nombreuses transfusions sanguines qu'il recevait régulièrement en raison de son hémophilie. Il a alors fondé des mouvements de défense des droits des personnes atteintes du Sida, dont l'Associação Brasileira Interdisciplinar de AIDS (association brésilienne interdisciplinaire du Sida).
Betinho est mort en 1997, déjà gravement atteint par la maladie.
En 2010, la commission d'amnistie brésilienne a concédé à la famille de Betinho une indemnisation en réparation de la persécution politique dont il a été victime durant la dictature militaire.